# 스털링 모리슨
홈즈 스털링 모리슨 주니어(영어: Holmes Sterling Morrison Junior, 1942년 8월 29일 ~ 1995년 8월 30일)은 미국의 음악가로, 벨벳 언더그라운드의 기타리스트이자 핵심 멤버이다. 벨벳 언더그라운드의 드러머인 모린 터커의 형제인 짐 터커의 동창이기도 하다.